# بولتون لندینگ (نیویورک)
بولتون لندینگ (به انگلیسی: Bolton Landing) یک منطقهٔ مسکونی در ایالات متحده آمریکا است که در نیویورک واقع شده‌است. بولتون لندینگ ۱۱۰٫۰۳ متر بالاتر از سطح دریا واقع شده‌است.